# Imperio Maurya
El Imperio Maurya fue el primer gran imperio unificado de la India. Regido por la dinastía Maurya, existió entre los años 320 a. C. y 185 a. C. (fechas probables), dominando todo el norte y centro de la India, Afganistán y el actual Pakistán.
Originado del reino de Magadha en los llanos de la cuenca de los ríos Indo y Ganges (en la hoy moderna ciudad de Bihar) y Bengala, con su capital Pataliputra (cerca de la moderna Patna), el imperio fue fundado por Chandragupta Maurya, quien derrocó a la dinastía Nanda y comenzó a ampliar su poder a través de la India central y occidental.

## Resumen
El imperio se expandió hacia el norte, siguiendo la frontera natural del Himalaya, y al este hacia el que hoy es el estado de Assam. Al oeste, después de la muerte de Alejandro Magno, alcanzó más allá de Pakistán e incluyó Beluchistán en Persia y partes significativas del actual Afganistán, incluyendo Herat y las provincias de Kandahar. El imperio fue ampliado en las regiones centrales y hacia el sur de la India por el emperador Bindusara, pero excluyendo una pequeña parte de las regiones inexploradas cerca de Kalinga.
Tras la conquista de Kalinga, el emperador Ashoka (304-232 a. C.) termina la extensión militar del imperio. Los reinos de Pandya y Cheras en el sur de la India conservaron así su independencia, aceptando la supremacía del emperador Maurya. El Imperio Maurya fue quizás el mayor imperio que haya gobernado el subcontinente indio hasta la llegada de los británicos. Su decadencia comenzó cincuenta años después de la muerte de Ashoka, y se disolvió en el año 185 a. C. con la fundación de la dinastía Shunga, en Magadha.
Bajo Chandragupta, el Imperio Maurya liberó la región que estuvo bajo la ocupación macedónica. Chandragupta derrotó a los invasores conducidos por Seleuco I Nicátor, un general griego del ejército de Alejandro Magno. Bajo Chandragupta y sus sucesores, tanto el comercio interno como externo, la agricultura y las actividades económicas prosperaron y se ampliaron a través de la India gracias a la creación de un sistema único y eficiente de finanzas, administración y seguridad. Después de la guerra de Kalinga, el imperio experimentó medio siglo de paz y seguridad bajo Ashoka: la India era un imperio próspero y estable de gran poder económico y militar, cuya influencia política y comercio se extendieron a través del Asia central, occidental y Europa.
La India también disfrutó de una era de armonía social, la transformación religiosa, y la extensión de las ciencias y del conocimiento. La adopción del jainismo por Chandragupta Maurya aumentó la renovación social y religiosa y la reforma a través de su sociedad, mientras que la conversión de Ashoka al budismo cimentó un reinado de paz social y política y no violencia por toda la India. Ashoka patrocinó la extensión de los ideales budistas en Sri Lanka, el sudeste de Asia, el Asia occidental y el Mediterráneo europeo. Se cree que en esta época se escribió el texto ateísta Brijaspati-sutra, lo que indicaría la libertad religiosa sin precedentes que se vivió en esta época.
El ministro Kautalya de Chandragupta escribió el Artha shastra, uno de los mayores tratados sobre economía, política, asuntos exteriores, administración, artes militares, guerra y religión producido en Asia. El Artha-sastra y los Edictos de Ashoka son las fuentes primarias de los registros escritos sobre la dinastía Maurya. El Imperio Maurya se considera uno de los períodos más significativos en la historia india. El capitel de los leones de Ashoka en Sarnath es el actual emblema de la India.

## Historia

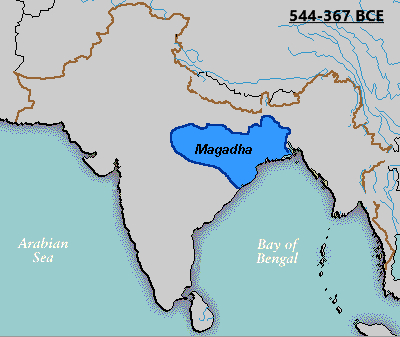
Expansión de Magadha
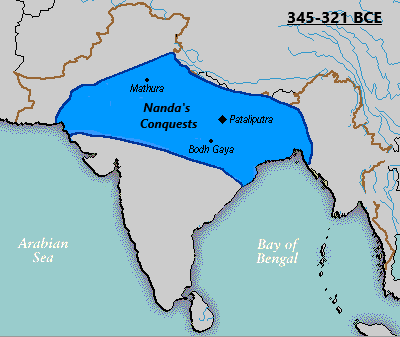
imperio de Nanda
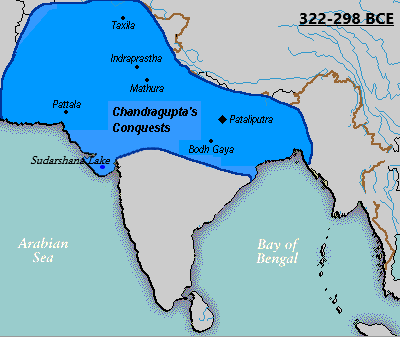
Imperio de Chandragupta
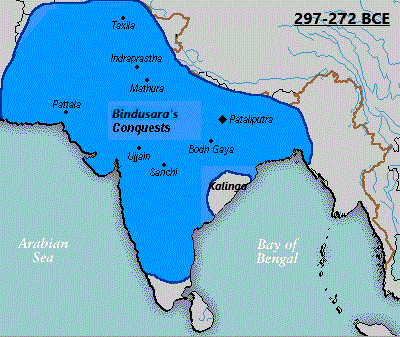
Imperio de Bindusara
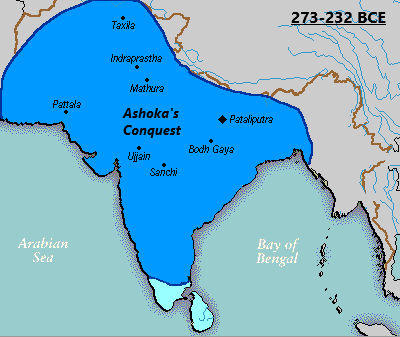
Imperio de Ashoka
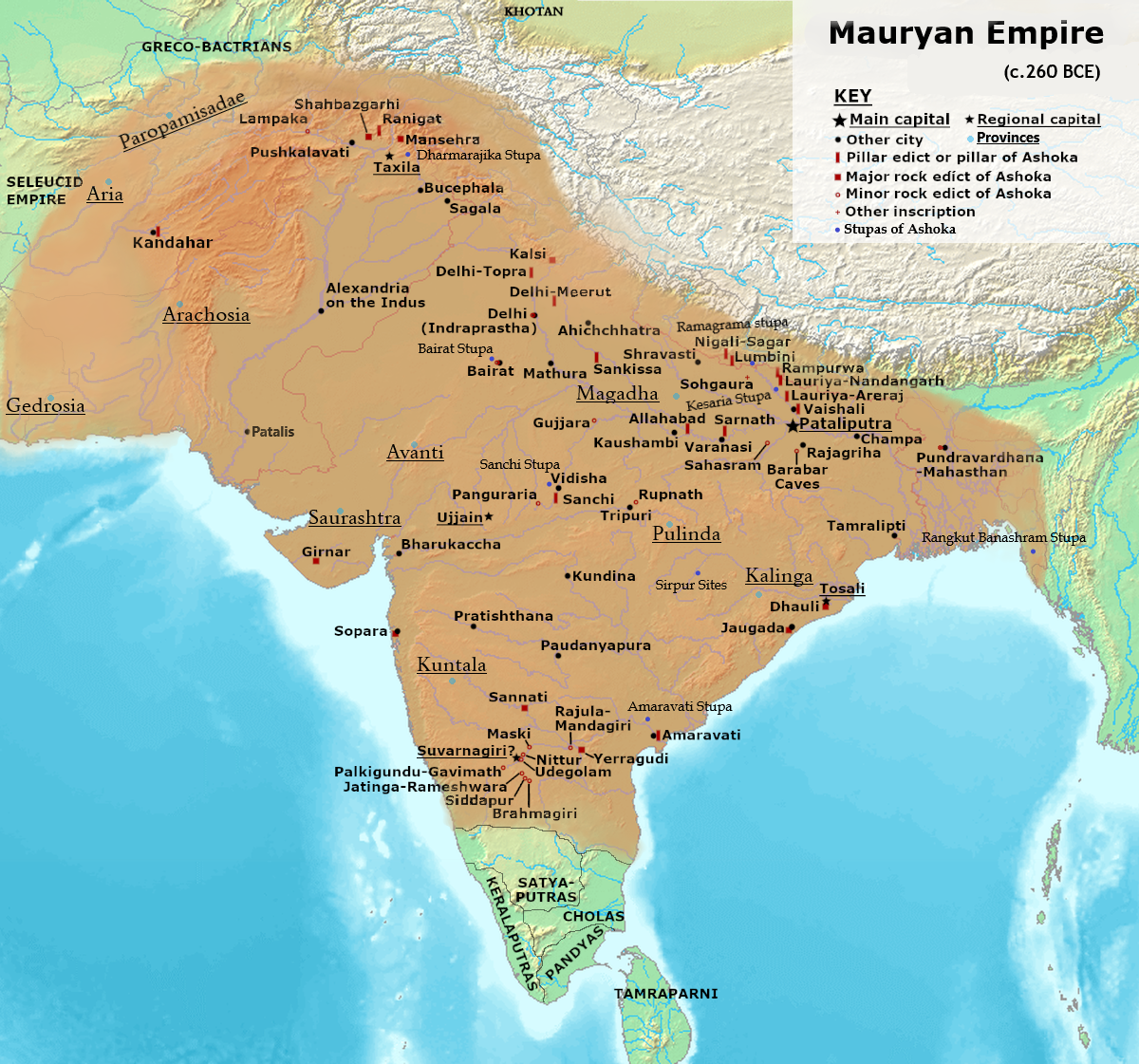
Máxima expansión territorial del Imperio Maurya

### Período de formación
Cuando Alejandro Magno conquistó el noroeste de la India en el 326 a. C., estableció una alianza con el rey Ambhi de Taxila (llamado Taxiles u Omphis en las fuentes griegas), con cuyo apoyo logró vencer, en la batalla del Hidaspes, al rey Poros de Pauravas, un reino de Panyab occidental. Alejandro creó varios Estados vasallos, gobernados por los reyes Ambhi y Poros (tras atraerlo a su causa), fundando varias fortalezas. En la región del bajo Indo, Alejandro dejó como gobernador a Peithon, y en la del alto Indo a Filipo, que se estableció en la ciudad de Taxila.
A la muerte de Alejandro en Babilonia (323 a. C.), su imperio se fragmentó y se fundaron numerosos reinos nuevos. En la India, Chandragupta Maurya aprovechó para crear el primer imperio unificado del subcontinente indio.

### Chandragupta Maurya
En 320 a. C. un nuevo monarca, Chandragupta, derroca a la dinastía reinante en la ciudad de Magadha, los Nanda, e instaura una nueva dinastía, la Maurya.
Chandragupta entró de nuevo en conflicto con los griegos, cuando, en el 305 a. C., Seleuco I, monarca del Imperio seléucida, intentó reconquistar las regiones noroccidentales de la India que habían formado parte del Imperio de Alejandro. Chandragupta derrotó a Seleuco, y ambos monarcas firmaron un tratado de paz. Chandragupta contrajo matrimonio con la hija de Seleuco y recibió los territorios de Gandhara y Aracosia. Seleuco recibió 500 elefantes de guerra, que jugarían posteriormente un papel decisivo en su victoria contra los reinos helenísticos occidentales en la batalla de Ipso, en 301 a. C. Ambos reinos establecieron relaciones diplomáticas, y varios embajadores griegos, como el historiador Megástenes, residieron en la corte Maurya.
Chandragupta, asesorado por Kautilia, creó un Estado fuertemente centralizado con una compleja administración. La capital del imperio estaba en Pataliputra, actual Patna (en Bihar); según Megástenes, estaba rodeada por una muralla de madera con 64 puertas y 570 torres y rivalizaba en esplendor con las ciudades coetáneas Susa y Ecbatana del extinto Imperio persa.

### Bindusara
Bindusara, hijo de Chandragupta, extendió el Imperio hasta la India central y meridional. Existe muy escasa información acerca de su reinado. En su corte hubo también un embajador del Imperio seléucida, llamado Démaco, y un representante de Ptolomeo II Filadelfos, llamado Dyonisos.

### Ashoka
Ashoka (Aśoka, 273-232 a. C.), nieto de Chandragupta, es el más importante de los monarcas del Imperio Maurya.
Tras varias campañas militares, amplió el antiguo reino de Magadha hasta Afganistán y Bengala, y desde Nepal hasta el río Krishna, en el Decán. Se convirtió al budismo, según la inscripción que figura en uno de sus edictos rupestres, a causa de los remordimientos que le causaron sus sangrientas conquistas en Kalinga (actual Orissa), y decidió adoptar como norma de conducta en su reino la ley del dharma. Su política estuvo caracterizada por los ideales de no violencia, tolerancia religiosa y respeto por los padres, maestros y mayores. Envió misioneros budistas a Cachemira, Persia y Sri Lanka. Convocó en Pataliputra el tercer concilio budista.

Capitel de Ashoka.

Sus edictos fueron grabados sobre piedra o en pilares monolíticos de arenisca, llamados lat o stambha, que se colocaron por todos los lugares de su imperio. Estos pilares muestran inscripciones en diferentes dialectos vernáculos del prácrito y constituyen los ejemplos más antiguos conocidos de utilización de los alfabetos brahmi y kharosthi. En las zonas fronterizas del Imperio —por ejemplo, en Kandahar— se emplearon también lenguas como el griego y el arameo. Los edictos de Ashoka son una de las principales fuentes de información sobre su reinado.
Construyó, según la tradición, 84 000 stupas budistas por toda la India, así como carreteras y hospitales. Erigió un gran palacio en su capital, Pataliputra, inspirándose en el arte persa.
El llamado capitel de Ashoka, que remata la columna de Sarnath, es en la actualidad el escudo oficial de la India. Presenta en relieve figuras de caballos, toros, elefantes y leones; en el centro, la rueda del budismo y, encima de ella, tres leones.

### Decadencia
La decadencia del imperio se inició posiblemente en los últimos años de la vida de Ashoka, tal vez por los privilegios otorgados por el monarca a la religión budista en detrimento del hinduismo. A la muerte de Ashoka, el reino se dividió entre su hijo Kunala y sus nietos Dasaratha y Samprati, a la vez que los territorios meridionales del Imperio se independizaron. Los Puranás mencionan otros tres reyes, el último de los cuales es Brihadratha, cuya muerte (y por tanto el final del Imperio maurya) se ha situado entre los años 187 y 180 a. C.
Fue asesinado por un usurpador, Pusiamitra, quien fundó el imperio Shunga.
También fue la decadencia de la cultura de la cerámica negra pulida norteña (una cultura de baja tecnología que existió entre el siglo VIII y el II a. C.), que dejó rastros en la importante llanura gangética, entre los ríos Ganges y Yamuná, en el centro-norte de la India.

## La administración del imperio
El imperio estaba dividido en cinco virreinatos: el emperador gobernaba directamente el primero, cuya capital era Pataliputra; los otros cuatro gobernantes (príncipes reales o kumara), nombrados por el emperador, se hacían cargo de las otras capitales: Taxila (en el actual Pakistán), al noroeste del reino; Tasali (en Kalinga, actual Orissa), al este; Ujjain o Ujayin (en el actual Madhya Pradesh), al oeste; y Suvarnagari (en el actual Andrhra Pradesh), al sur. Cada uno de estos virreinatos se dividía a su vez en distritos, gobernados por mahamatras y con su propio cuerpo de funcionarios encargados de las diferentes tareas administrativas.
El jefe de la administración provincial era el kumara (príncipe real), que gobernaba las provincias como representante del rey. El kumara estaba asistido por los mahamatras y el consejo de ministros. La dinastía Maurya estableció un sistema de acuñación de monedas bien desarrollado. La mayoría de las monedas eran de plata y cobre. También circulaban algunas monedas de oro. Las monedas se utilizaban mucho en el comercio.
Los historiadores teorizan que la organización del Imperio se ajustaba a la extensa burocracia descrita por Chanakya en el Arthashastra: un sofisticado funcionariado lo gobernaba todo, desde la higiene municipal hasta el comercio internacional. La expansión y defensa del imperio fue posible gracias a lo que parece haber sido uno de los mayores ejércitos del mundo durante la Edad de Hierro. Según Megasthenes, el imperio contaba con un ejército de 600.000 soldados de infantería, 30.000 de caballería, 8.000 carros y 9.000 elefantes de guerra, además de seguidores y asistentes. Un vasto sistema de espionaje recopilaba información con fines de seguridad tanto interna como externa. A pesar de haber renunciado a la guerra ofensiva y al expansionismo, Ashoka continuó manteniendo este gran ejército. A pesar de que gran parte del territorio estaba bajo el control del Imperio Maurya, la difusión de la información y del mensaje imperial era limitada, ya que muchas zonas eran inaccesibles y estaban situadas lejos de la capital del Imperio.
La economía del imperio se ha descrito como "una monarquía socializada", "una especie de socialismo de Estado" y el primer Estado del bienestar del mundo. En el sistema maurya no existía la propiedad privada de la tierra, ya que toda ella era propiedad del rey, a quien la clase trabajadora pagaba tributo. A cambio, el emperador suministraba a los trabajadores productos agrícolas, animales, semillas, herramientas, infraestructuras públicas y almacenaba alimentos en reserva para tiempos de crisis.

## Religión
Durante todo el período del imperio, el brahmanismo fue una religión importante. Los mauryas también favorecían el brahmanismo como el jainismo y el budismo. Sectas religiosas menores como la de Ajivika también recibieron patrocinio. Varios Textos hindúes fueron escritos durante el período maurya.

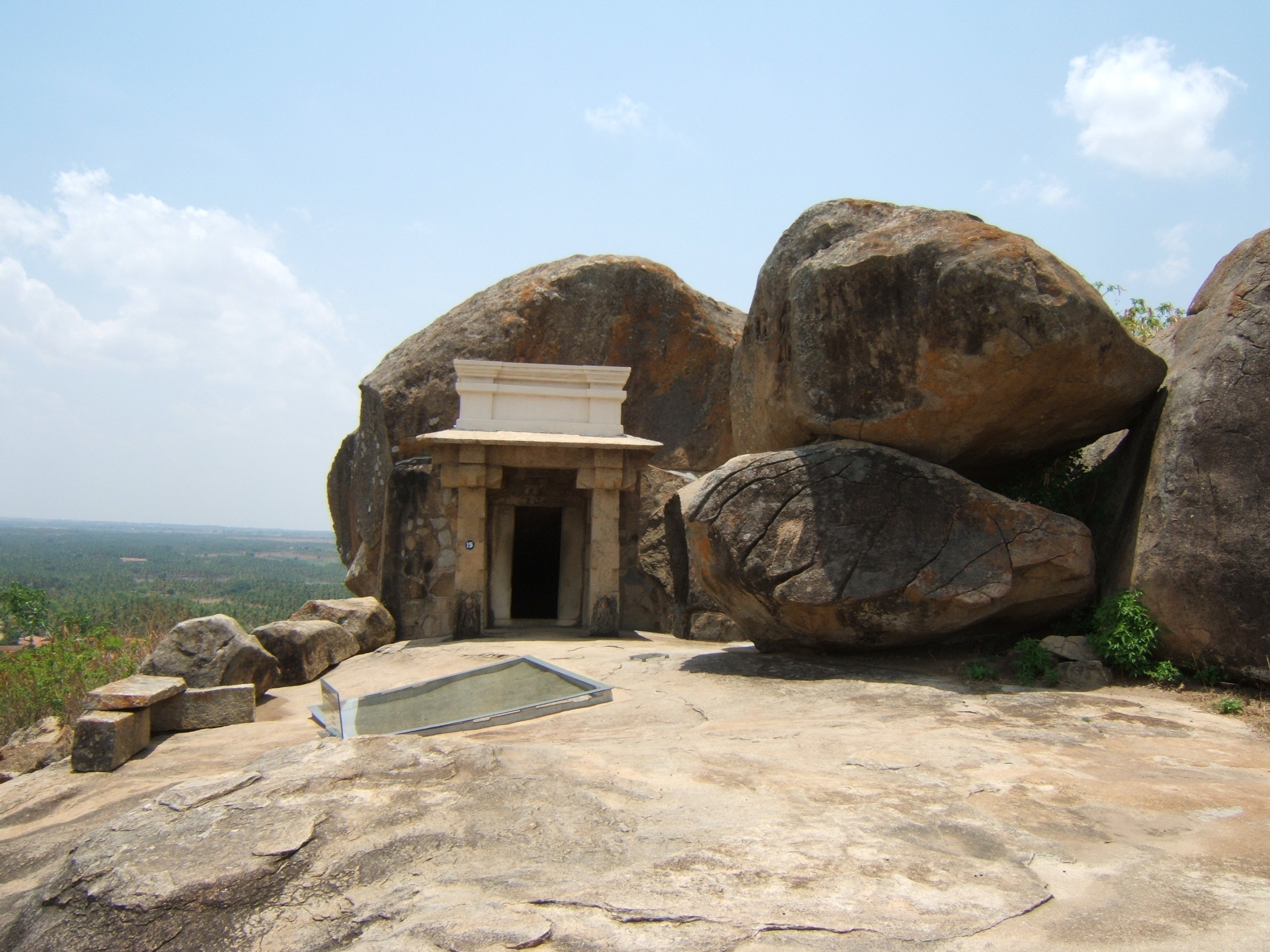
Cueva Bhadrabahu, Shravanabelagola donde se dice que murió Chandragupta

Chandragupta maurya era un seguidor de la religión védica (brahmanismo). Según el viajero griego Megástenes, el rey realizaba regularmente rituales y sacrificios brahmánicos.  Según un texto jainista del siglo XII, Chandragupta Maurya siguió el jainismo después de retirarse, cuando renunció a su trono y posesiones materiales para unirse a un grupo errante de monjes jainistas y en sus últimos días, observó la rigurosa pero autodidacta -Ritual purificador jainista de santhara (ayuno hasta la muerte), en Shravana Belgola en Karnataka. Sin embargo, algunos eruditos como Radhakumud Mukherjee no están de acuerdo con la tradición jainista que afirma esta historia.Samprati, nieto de Ashoka, patrocinador del jainismo se vio influido  por las enseñanzas de monjes jainistas como Suhastin y se dice que construyó 125.000 derasar en toda la India. Algunos de ellos todavía se encuentran en las ciudades de Ahmedabad, Viramgam, Ujjain y Palitana. También se dice que al igual que Ashoka, Samprati envió mensajeros y predicadores a Grecia, Persia y el Medio Oriente por la expansión del jainismo, pero, hasta la fecha, no se ha encontrado pruebas que respalden esta afirmación.

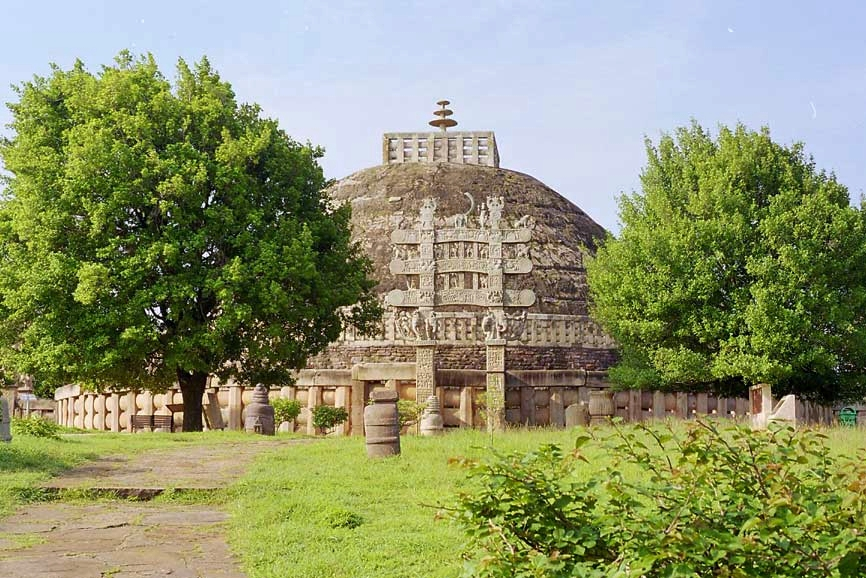
La stupa, que contenía las reliquias de Buda, en el centro del complejo Sanchi fue construida originalmente por el Imperio Maurya, pero la balaustrada que la rodea es Sunga.

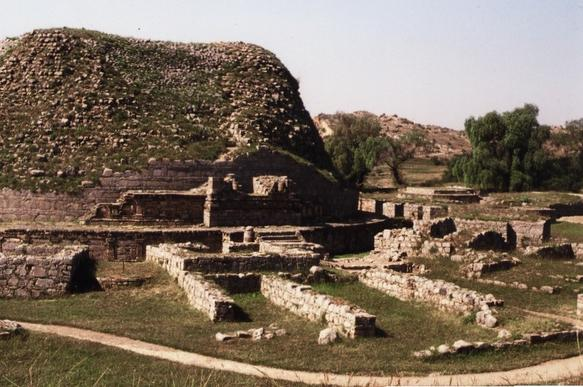
Se cree que la stupa Dharmarajika de Taxila (actual Pakistán) fue levantada por Asoka.

Los textos budistas Samantapasadikay Mahavamsa sugieren que Bindusara siguió el brahmanismo hindú, llamándolo "Brahmana bhatto" ("monje de los Brahmanas").
Magadha, el centro del imperio, fue también el lugar de nacimiento del budismo. Ashoka inicialmente practicó el brahmanismo  pero luego siguió el budismo; Después de la Guerra de Kalinga, renunció al expansionismo y la agresión, y a los mandatos más severos del Arthashastra sobre el uso de la fuerza, vigilancia intensiva y medidas despiadadas para la recaudación de impuestos y contra los rebeldes. Ashoka envió una misión dirigida por su hijo Mahinda (monje budista)] y su hija Sanghamitta a Sri Lanka, cuyo rey Tissa estaba tan encantado con ideales budistas que él mismo los adoptó e hizo del budismo la religión estatal. Ashoka envió muchas misiones budistas a Asia occidental, Grecia y Sudeste asiático, y encargó la construcción de monasterios y escuelas, así como la publicación de literatura budista en todo el imperio. Se cree que construyó hasta 84.000 estupas en toda la India, como Sanchi y Templo Mahabodhi, y aumentó la popularidad del budismo en Afganistán y Tailandia. Ashoka ayudó a convocar un concilio budista —el tercero— de las órdenes budistas de la India y el sur de Asia cerca de su capital, un consejo que emprendió mucho trabajo de reforma y expansión de la religión budista. Los comerciantes indios abrazaron el budismo y desempeñaron un papel importante en la difusión de la religión en todo el Imperio Maurya.

## Lista de gobernantes
- Chandragupta (c. 320-300 a. C.)
- Bindusara (c. 300-273 a. C.)
- Ashoka (c. 273-232 a. C.)
- Kunala y Dasharatha (c. 232-225 a. C.)
- Samprati
- Salisuka
- Devavarman
- Shatadanua
- Brijadratha

La cronología de los reinados es discutida. Según Eggermont (The Chronology of the Reign of Asoka Moriya. Leiden, 1956), Ashoka fue coronado en el 268 a. C.
Uno de los datos más importantes para esclarecer la cronología de los monarcas de la dinastía Maurya es el 13er edicto de Ashoka, en el que se citan como reyes contemporáneos suyos a Antiyaka, Tulamaia, Antekina, Maka y Alika Sudara. Según la mayor parte de los investigadores, se trataría de:
- Antíoco II Theos (261-246 a. C.)
- Ptolomeo II Filadelfos (285-246 a. C.)
- Antígono II Gónatas (276-239 a. C.)
- Magas de Cirene (276-250 a. C.)
- Alejandro II de Epiro (272-245 a. C.).

No hay acuerdo, sin embargo, entre la identidad de todos los reyes, ni en sus fechas de reinado. Según Thomas, estos cinco monarcas cogobernarían en los años 258 o 257 a. C., pero otros autores, como Thapar, consideran la fecha más probable los años 266 o 265 a. C[cita requerida]. 